# 코너 시볼드
코너 시볼드(영어: Connor Seabold, 1996년 1월 24일~)는 미국의 야구 선수로 포지션은 투수이다. 2024년 KBO 리그의 삼성 라이온즈에서 활동했으며 KBO 등록명은 코너였다.

## 선수 경력

### 보스턴 레드삭스
시볼드는 2021년에 보스턴 레드삭스에 입단했다.

### 콜로라도 로키스
시볼드는 2023년 콜로라도 로키스에 입단했다.

### 삼성 라이온즈
시볼드는 2024년 테일러 와이드너를 대체할 외국인 투수로 삼성 라이온즈로 이적했다. 시볼드는 계약금 10만 달러, 연봉 80만 달러, 인센티브 10만 달러 등 총액 100만 달러에 계약을 체결했고 등번호로 52번을 받았다.
2024년 시즌 중반에 1군 28경기 11승 6패 평균자책점 3.43을 기록했으나, 시즌 막판에 부상으로 빠지며 2024년 플레이오프와 2024년 한국시리즈에 나서지 못했다. 2024 시즌 후 삼성 라이온즈가 키움 히어로즈에서 자유계약 공시된 아리엘 후라도를 영입함에 따라 삼성에서 방출됐다.

## 개인사
루벤 카데나스와 캘리포니아 주립 대학교 동문이었고 서로의 결혼식에도 참석할 정도로 친한 사이를 가지고 있다.